# Chliaria celastroides
Chliaria celastroides är en fjärilsart som beskrevs av Corbet 1938. Chliaria celastroides ingår i släktet Chliaria och familjen juvelvingar. Inga underarter finns listade i Catalogue of Life.